# 25. pehotna divizija (Avstro-Ogrska)
25. pehotna divizija je bila pehotna divizija avstro-ogrske skupne vojske , ki je bila aktivna med prvo svetovno vojno.

## Organizacija
Maj 1941
- 49. pehotna brigada
- 50. pehotna brigada
- 4. poljskotopniški polk
- 2. težkohavbični divizion

## Poveljstvo
Poveljniki
- Nadvojvoda Peter Ferdinand Avstrijski: avgust 1914 - junij 1915
- Joseph Poleschensky: junij - september 1915
- Adolf von Boog: september 1915 - maj 1918
- Emanuel von Werz: maj - november 1918